# Reichenbach (Bracht)
Der Reichenbach ist ein nördlicher und linker sowie mit 11,5 km Fließstrecke der längste Zufluss der Bracht im Unteren Vogelsberg im hessischen Main-Kinzig-Kreis.

## Geographie

### Verlauf
Der Reichenbach entspringt im Unteren Vogelsberg nordnordöstlich von Oberreichenbach. Seine Quelle liegt auf dem Südosthang des Großen Hohbergs (460,3 m).
Der Reichenbach fließt vorwiegend nach Südsüdwesten. Anfangs verläuft er durch Oberreichenbach und dann durch Unterreichenbach. Ab dem anschließend durchflossenen Birstein wird er von der Bundesstraße 276 begleitet. Dort mündet mit dem rechtsseitigen Riedbach der mit Abstand längste Zufluss des Reichenbachs ein. Letzterer fließt nach der Ortschaft zwischen den Bergen Kutschenstein (368,3 m) und Poppenstein (ca. 380 m) im Westen sowie Großer Kreuzberg (313,7 m) im Osten hindurch. Nach anschließendem Passieren des Neuhäuser Weihers verläuft er durch den zur Gemeinde Brachttal gehörenden Ortsteil Hellstein.
Südlich von Hellstein nimmt der Reichenbach den linksseitigen Sotzbach auf, um kurz darauf westlich vom Berg Alsbusch (326,7 m) in den dort von Nordwesten heranfließenden Kinzig-Zufluss Bracht zu münden. Seiner Mündung südwestlich gegenüber liegt der Brachttaler Ortsteil Schlierbach.

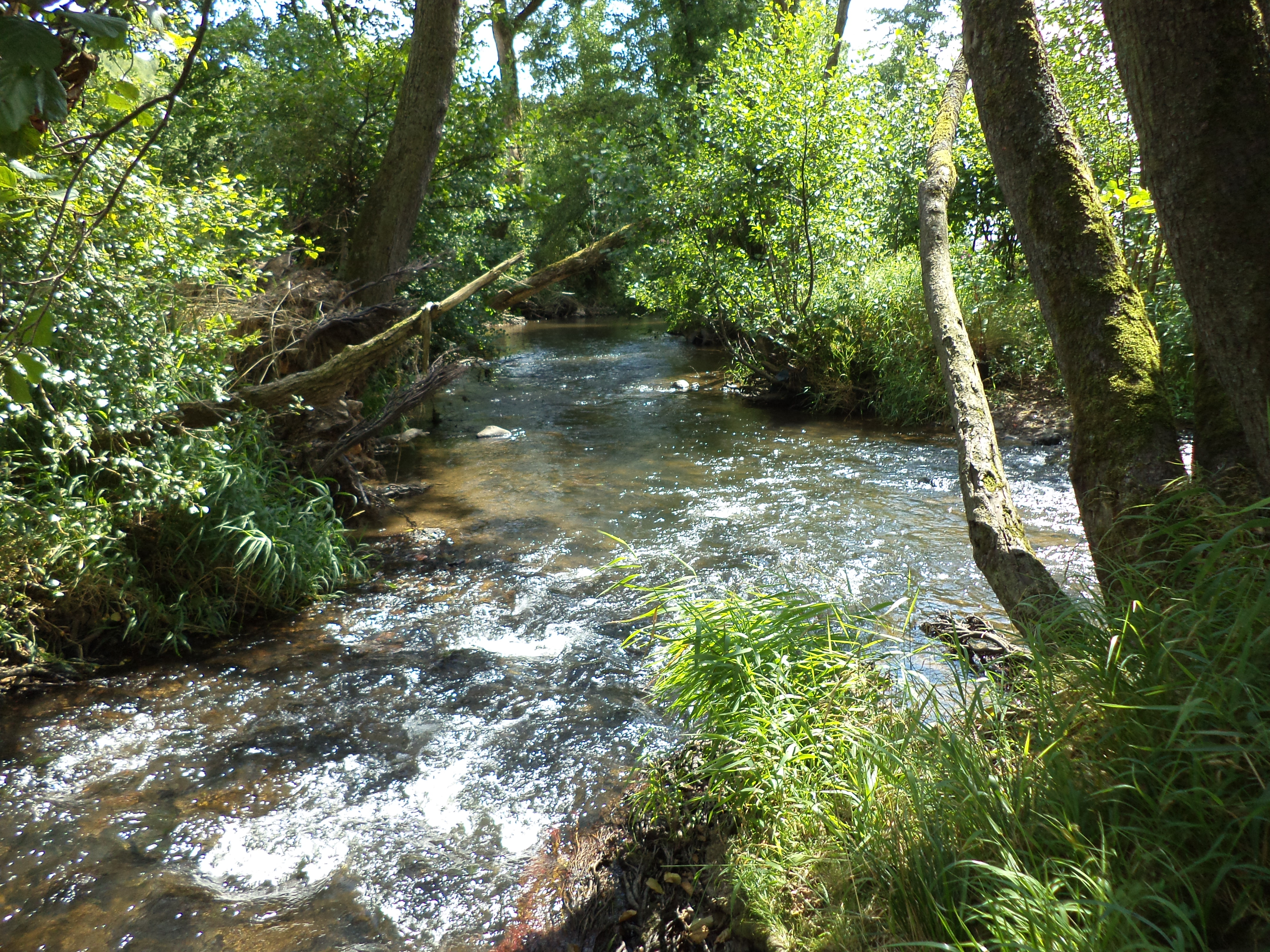
Der Reichenbach (vorne links) mündet in die Bracht (von rechts nach hinten)
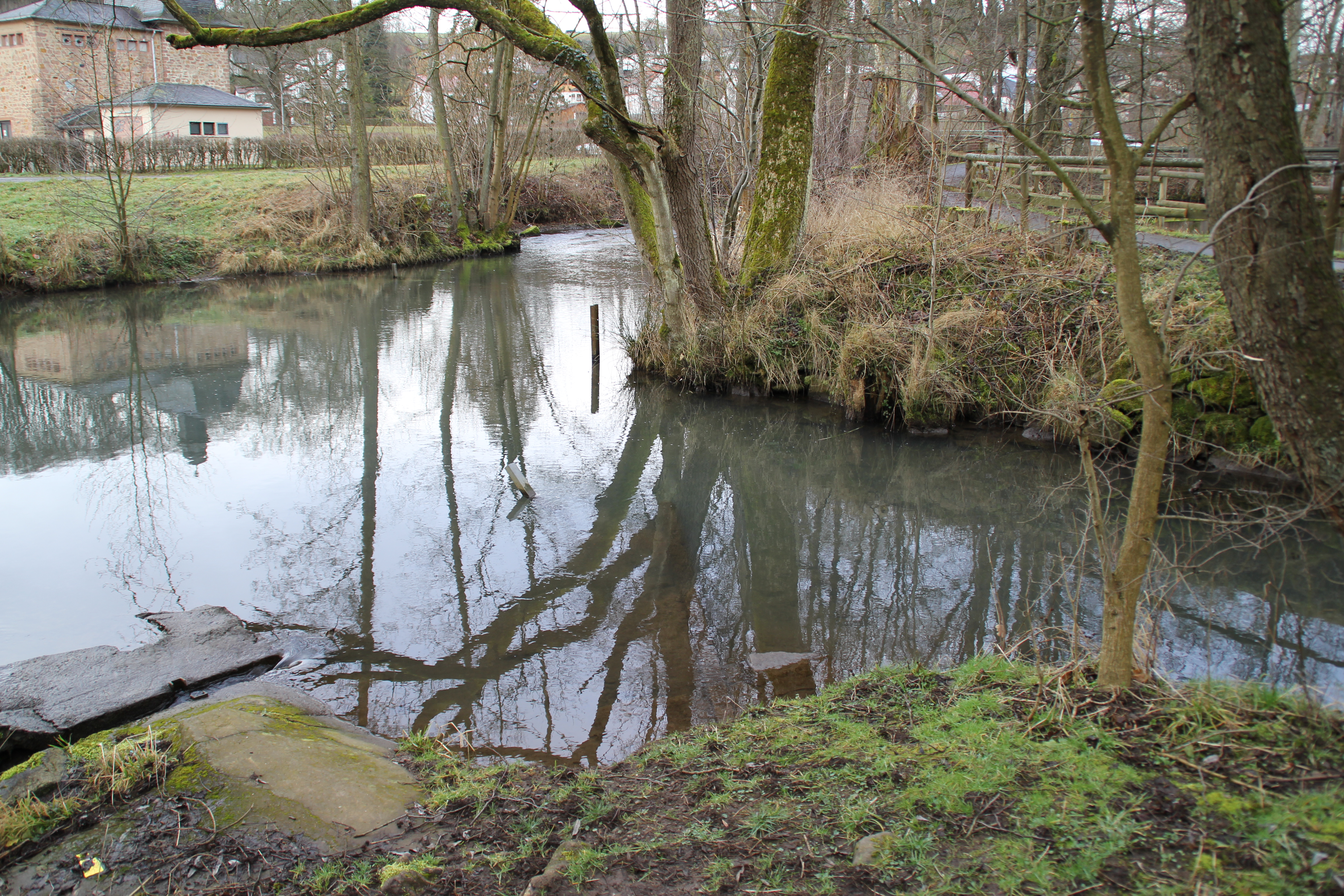
Mündung des Riedbachs (hinten) in den Reichenbach (von rechts nach links)

### Einzugsgebiet und Zuflüsse
Das Einzugsgebiet des Reichenbachs ist 52,19 km² groß. Zu seinen Zuflüssen gehören (flussabwärts betrachtet):
| Name                                                      | Seite  | Länge (km) | Quell-          | Mündungs-       | Mündungsort (Lage)   | Stat. (km) | EZG (km²) | GKZ       |
| Name                                                      | Seite  | Länge (km) | höhe (m ü. NHN) | höhe (m ü. NHN) | Mündungsort (Lage)   | Stat. (km) | EZG (km²) | GKZ       |
| --------------------------------------------------------- | ------ | ---------- | --------------- | --------------- | -------------------- | ---------- | --------- | --------- |
| Wälzbach (Walzbach)                                       | links  | 1,7        | 390             | 304             | Unterreichenbach (i) | 8,70       |           | 247846-14 |
| Rombach                                                   | rechts | 2,6        | 374             | 291             | Unterreichenbach (u) | 80         |           | 247846-32 |
| Walzbach                                                  | links  | 0,9        | 314             | 260             | Birstein (i)         | 6,150      |           | 247846-34 |
| Riedbach                                                  | rechts | 12         | 469             | 248             | Birstein (i)         | 5,550      | 020,52    | 247846-4  |
| Bach im Unterberger Grund                                 | rechts | 1,3        | 317             | 236             | Birstein (u)         | 4,550      |           |           |
| Sotzbach                                                  | links  | 7          | 348             | 161             | Hellstein (u)        | 0,550      | 013,69    | 247846-6  |
| Abkürzungen (Lage): i = im, u = unterhalb vom Mündungsort |        |            |                 |                 |                      |            |           |           |

## Hochwasserschutz
Für den Hochwasserschutz am Unterlauf des Reichenbachs sowie der an der Bracht und Kinzig liegenden Ortschaften war bei Hellstein ein Hochwasserrückhaltebecken geplant. Das Becken mit einem Stauvolumen von 1,47 Millionen Kubikmetern hätte mindestens 19,25 Millionen Euro gekostet. Es kam aber wegen des zu erwartenden massiven ökologischen Eingriffs über den Planungsstand nicht hinaus.